# Imwas
Imwas (arab. ‏عِمواس‎, hebr. ‏עִמְוַאס‎) – nieistniejąca już palestyńska wieś, położona w środkowej części Palestyny
(1949–67 w Jordanii). Wieś została wyludniona i zniszczona podczas wojny sześciodniowej, po ataku Sił Obronnych Izraela 7 czerwca 1967.

## Położenie
Wioska Imwas leżała w górach Judei w pobliżu doliny Ajalon i wzgórza Latrun. Według danych z 1961 do wsi należały ziemie o powierzchni 5 167 ha. We wsi mieszkało wówczas 1 955 osoby.
| Własność gruntów | Powierzchnia gruntów [ha] |
| ---------------- | ------------------------- |
| Arabowie         | 5 151                     |
| Żydzi            | 0                         |
| publiczne        | 16                        |
| Razem            | 5 167                     |

| Rodzaj użytkowanych gruntów | Arabowie [ha] | Żydzi [ha] |
| --------------------------- | ------------- | ---------- |
| uprawy oliwek               | 15            | 0          |
| uprawy nawadniane           | 606           | 0          |
| uprawy zbóż                 | 3 612         | 0          |
| nieużytki                   | 785           | 0          |
| zabudowane                  | 148           | 0          |

## Historia

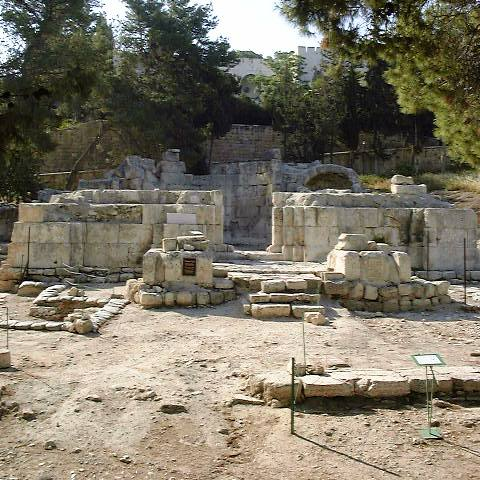
Ruiny kościoła Emmaus Nicopolis przy zniszczonej wiosce Imwas

Imwas jest często utożsamiana z biblijną wsią Emaus, gdzie Jezus Chrystus ukazał się grupie swoich uczniów po swoim zmartwychwstaniu.
W czasach cesarza Wespazjana była to niewielka miejscowość z małym rynkiem. W 68 utworzono tutaj obóz warowny V Legion. W 141 miasteczko zostało zniszczone przez trzęsienie ziemi. W 221 zostało odbudowane pod nazwą Nikopolis. Rok później wybudowano tutaj bazylikę bizantyjską. W V wieku wybudowano sanktuarium w miejscu, w którym rzekomo miał znajdować się dom Kleofasa poświęcony przez Jezusa. Następnie wybudowano fontannę, w której rzekomo miał płukać nogi Jezus i Jego uczniowie. Pielgrzymi wierzyli, że fontanna ma właściwości lecznicze.
Przez następne stulecia rejon wioski znajdował się pod panowaniem Islamu. Gdy w 723 Imwas odwiedził biskup Willibald z Eichstätt, zauważył on, że kościół-sanktuarium wciąż stał w stanie nienaruszonym. Został on zniszczony w 1009. Jego odbudową zajęli się krzyżowcy, a następnie na początku XVI wieku został on przekształcony w meczet.
Przeprowadzony w 1596 spis powszechny wykazał, że we wsi Imwas mieszkały 24 rodziny muzułmańskie. W 1875 Karmelici z Betlejem nabyli działkę ziemi z ruinami kościoła. W latach 1887–1888 usunięto gruz. W okresie od listopada 1924 do września 1930 prowadzono tutaj badania archeologiczne.
W okresie panowania Brytyjczyków Imwas była dużą wsią z dwoma meczetami. Znajdowały się tutaj także dwa muzułmańskie sanktuaria. Pierwsze było grobowcem Ubydah Abu Ibn al-Jara, muzułmańskiego wojownika z okresu walk z Bizancjum. Drugie było grobowcem Mu’ath Ibn Jabal, towarzysza Mahometa. Poza tym, w 1919 założono szkołę dla chłopców, w której w 1947 uczyło się 187 uczniów. Po 1949 szkoła stała się pełnoprawną szkołą podstawową i gimnazjum. W 1967 uczyło się w niej 304 uczniów. Przy szkole znajdowała się biblioteka, licząca 376 książek. We wsi znajdowała się także szkoła dla dziewcząt, w której w 1967 uczyło się 172 uczennic.
Wioska była położona w pobliżu strategicznego wzgórza Latrun, które kontrolowało komunikację z Jerozolimą. Od samego początku wojny domowej w Mandacie Palestyny wieś była wykorzystywana przez arabskie siły Armii Świętej Wojny do atakowania żydowskich konwojów do Jerozolimy. Później ich siły zastąpiła Arabska Armia Wyzwoleńcza. Na samym początku I wojny izraelsko-arabskiej w maju 1948 wieś zajął jordański Legion Arabski. Izraelczycy wielokrotnie usiłowali atakować wieś, została ona jednak w rękach jordańskich i po wojnie znalazła się w Jordanii.
Podczas wojny sześciodniowej 7 czerwca 1967 do wsi wjechał izraelski oddział. Wszyscy mieszkańcy zostali zmuszeni do opuszczenia wioski i udali się w kierunku Ramallah. Izraelczycy wysadzili wszystkie domy wioski. Po wojnie cały obszar wszedł w granice Izraela.

## Miejsce obecnie
Obecnie w miejscu tym znajduje się Park Narodowy Kanada.